# 乔·梅里韦瑟
乔·C·梅里韦瑟（英語：Joe C. Meriweather，1953年10月26日—2013年10月13日），美国NBA联盟前职业篮球运动员。他在1975年的NBA选秀中第1轮第11顺位被休斯顿火箭选中。